# 消费社会
消费社会（法语：La société de consommation）是法国后现代主义理论家让·鲍德里亚的著作。该书批判分析了当代资本主义社会，指出了在当代资本主义社会中人不再消费物，而是消费符号，同时社会依靠符号区分阶层，而整个"消费社会"是一个依靠具有差异性的符码组织起来的动态结构，对其的任何抵抗只会成为"消费的重新推进器"。

## 主要思想解读

### 由物的消费走向符号消费
|              | 要成为消费的对象，物品必须成为符号，也就是在某种程度上外在于它仅作为意指的关系——它与这种具体关系之间是一种任意的和不一致的关系，而它在与所有其他物品-符号之间的抽象系统化关系中获得一致性和意义……它被消费——从不是在物质性中，而是在差异中。 |
| ——《物体系》 | |

鲍德里亚在《物体系》中研究了“由人的功能性效用所塑形和编织起来的海格德尔式的上手性有序世界”，研究了物的符号化。而自此出发，在《消费社会》中，他研究了人与物的关系。在此，他指出物被掏空成为符号，而符号将人与人区别开来，表示着拥有物的人的社会地位。同时，在鲍德里亚的分析中，广告，包装，展示，时尚，“解放的”性，大众媒体和文化以及商品的扩散使符号增加。而就连休闲也可以成为符号，用来表明自己的身份和地位，是"证明他们不受生产性劳动的约束的凭证"，产生了"休闲的悲剧或消磨时间之不可能性"的悖论。身体也成为崇拜符号，变为特殊的消费品，使人们给护理、饮食制度、健身实践等附带的消费套上卫生保健学、营养学、医疗学等各种光环，疯狂追求。

### 消费的诱奸
|                | 消费的主体, 是符号的秩序。 |
| ——《消费社会》 |                            |

在差异性的符号区分了人们的基础上，一方面人们追求差异、渴望符号，参照着其他消费者，期望成为上层阶层，永远无法满足；另一方面商品与商品、符号与符号组成了“相互指涉的新的有序关联”，当一个人购买了商品A（比如一部苹果手机），就会被暗示购买商品B（比如配套的耳机、车载支架、手机壳等），紧接着又会逻辑性的暗示商品C（比如苹果公司的MacBook笔记本电脑），以此类推，从而形成一条“暗示意义链”。在此，尽管消费者认为自己是自愿购买，事实上则是受了“由符号话语制造出来的暗示性的结构性意义和符号价值（如风格、威信、豪华和权力地位）”的控制。因而现代的消费不过是意义系统的消费。
而在此过程中，人们（即消费者们）无从反抗，因为一个消费者仅仅是参照另一个消费者，消费仅仅是个人领域中的事。另外消费还通过让每个人置身其中从而进行非强制性同一，使得“消费的游戏渐渐取代了同一性的悲剧”。最终，鲍德里亚判断当代资本主义社会已经从生产主导转向消费主导。

### 大众传媒的作用
首先，大众传媒中的广告，瞄准人的无意识欲望，通过重复与建构一些范例，以诱劝消费者，强加给人一种一致性，伪造出一种“消费总体性”。其次，大众传媒让人们大量了解信息，但却将流血、谋杀和悲剧的真实存在装扮成一个“什么也没有发生的地方”，同时将信息当成商品任意剪辑、复制、戏剧化，让信息“屈从于符号的同一竞争需求，而且就是根据这一需求被生产出来的”。因此身处大众传媒环境中的人们生活在一个由“伪事件、伪历史、伪文化”构成的世界。

## 批评
- 吴兴明认为，“鲍德里亚对消费社会的否定是非理性的，因为他用经验状态中的差异秩序取代对消费社会合法性的权利分析原则，这并未真的揭露消费社会，而是恰恰掩盖了问题”。[17]
- 徐琴认为，“超出一定范围去追溯问题实质的话，波德里亚视域的狭隘性就会一览无余，而且在很大程度上阻滞了向着社会现实深入的可能性，其理论知识徘徊于文化、意识形态层面”。[18]
- 仰海峰指出：“与法兰克福学派相比，波德里亚基于符号学对消费社会的批判的确有其理论意义，但他的否定批判使他失去了吸收马克思理论中的合理内容”[19]
- 余源培认为：“鲍德里亚系统提出了“消费社会”的理论。他企图对唯物史观进行“颠覆”是错误的。但是不能简单地认为他是资本主义制度的辩护士。鲍德里亚不懂得马克思从根本上颠覆了国民经济学和唯心主义历史观的两种“幻象”，从而奠定了生产和劳动对于人类社会存在与发展的基础性地位；不懂得消费与生产的现实辩证关系，片面地离开生产探讨消费的新特征，甚至主张用消费取代生产。”[20]

## 外部連結
《鲍德里亚：欢迎来到真实的荒漠——从电影《骇客帝国》谈起》 